# Berta Ruck
Berta Ruck (* 2. August 1878 in Murree, Provinz Punjab, Britisch-Indien als Amy Roberta Ruck, seit 1918 amtlicher bürgerlicher Name Amy Roberta Ruck Oliver; † 11. August 1978 in Aberdyfi, Wales) war eine britische Schriftstellerin. Ihre mehr als 100 Romane gehören überwiegend dem Genre Liebesroman an. Insbesondere in der Zeit zwischen den beiden Weltkriegen gehörte sie zu den erfolgreichsten Autorinnen englischsprachiger Trivialliteratur.

## Leben
Berta Ruck wurde als Kind walisischer Eltern im damaligen Britisch-Indien geboren, wo ihr Vater Offizier in der britischen Kolonialarmee war. Ihre Tante Amy Ruck († 1876 im Kindbett) war mit dem Botaniker Francis Darwin verheiratet, der Journalist und Autor Bernard Darwin war Berta Rucks Cousin. Im Alter von zwei Jahren kam sie nach Großbritannien, hier wuchs sie nacheinander in verschiedenen Orten in Wales und England auf. Bei einem Aufenthalt als Au-pair im Sommer 1892 in Halberstadt, wo sie Zeichnungen von ihren Reiseeindrücken anfertigte, entdeckte sie ihr künstlerisches Talent. Nach dem Schulabschluss studierte sie zunächst Kunst an der Lambeth School of Arts in London, ab 1901 dann an der Slade School of Fine Art. Ein Stipendium ermögliche ihr 1904 einen einjährigen Aufenthalt in Paris an der Académie Colarossi. Bereits während ihres Studiums trat Berta Ruck als Illustratorin von Zeitschriften an die Öffentlichkeit. Auf Ermunterung ihrer Freundin Edith Nesbit, die nach Berta Ruck den Namen Roberta für eine Hauptfigur ihres Kinderbuchs The Railway Children (1905) wählte, begann sie 1905 auch kurze Geschichten und Fortsetzungsromane für Frauenzeitschriften zu schreiben. 1909 heiratete sie den Schriftsteller Oliver Onions, mit dem zusammen sie die beiden Söhne Arthur (* 1912) und William (* 1913) hatte. Mit ihrer Familie lebte sie zunächst in Henley-on-Thames, darauf (bis 1939) in Hampstead im damaligen County of London. 1918 nahm die Familie den amtlichen Nachnamen Oliver an, doch erschienen Rucks Bücher auch danach stets unter dem Namen Berta Ruck.
Auf Drängen ihres Ehemannes gab Berta Ruck ihre bereits 1912 als Fortsetzungsgeschichte erschienene Erzählung His Official Fiancée im Jahr 1914 in Buchform heraus. Dieser Roman wurde zu einem großen Erfolg sowohl im Vereinigten Königreich als auch in den USA, erreichte mehrere Folgeauflagen und wurde zweimal verfilmt. In der Folge veröffentlichte Ruck über mehr als fünf Jahrzehnte jährlich ein bis drei weitere Romane, die zum Teil zugleich in britischen und US-amerikanischen Verlagen erschienen. In den 1920er und 1930er Jahren gab auch der Verlag Bernhard Tauchnitz in Leipzig eine Reihe von Werken Berta Rucks (in englischer Originalsprache) heraus. 1920 war sie bereits so bekannt, dass ein Berta Ruck Birthday Book mit Auszügen aus einigen ihrer bis dahin veröffentlichten Bücher erschien. Ausgewählte Romane Rucks wurden ins Schwedische, Dänische, Norwegische, Tschechische und Italienische übersetzt, in deutscher Übersetzung erschien lediglich Arabella the Awful (deutscher Titel Arabella benimmt sich, 1930). Ende 1931 verbrachte sie mehrere Monate in Wien und kehrte danach nach London zurück.
Ein erstes autobiografisches Werk veröffentlichte sie 1935 unter dem Titel The Story-Teller Tells the Truth. Nach dem Umzug zusammen mit ihrem Ehemann in das walisische Seebad Aberdyfi im Jahr 1939 war Berta Ruck bis in die frühen 1960er Jahre auch als Rundfunkjournalistin bei den für Wales bestimmten regionalen Hörfunkprogrammen der BBC tätig. Bei der Auswahl ihrer Sujets ging Ruck mit der Zeit: Während ihre frühen, zu Beginn des Ersten Weltkriegs erschienenen Werke noch in der Gesellschaft der Edwardischen Ära spielen, bezieht sich ihr letzter Roman Shopping for a Husband von 1967 auf eine in der britischen Öffentlichkeit der 1960er Jahre populäre Heiratsvermittlungsagentur. 1970 strahlte die BBC die Fernsehdokumentation Yesterday's Witness aus, in der Berta Ruck über ihre Jugend in den 1890er Jahren berichtete. In ihrer letzten Lebensphase schrieb Ruck vier Bücher mit autobiografischen Reminiszenzen, darunter ihre Autobiografie A Trickle of Welsh Blood (1967). Mit der Geschichte ihrer Vorfahren (Ancestral Voices) gab sie 1972 ihr letztes Buch heraus. Wenige Tage nach Vollendung ihres 100. Lebensjahres starb Berta Ruck in ihrem Haus in Aberdyfi.

## Werke

### Romane (Auswahl)
- His Official Fiancée. Hutchinson, London 1914
- In Another Girl's Shoes. Hutchinson, London 1916
- Arabella the Awful. Hodder and Stoughton, London 1919 (deutsche Übersetzung: Arabella benimmt sich. Göckner, Berlin / Wien 1930)
- The Berta Ruck Birthday Book. Hodder and Stoughton, London 1920
- Sir or Madam. Hutchinson, London 1923; auch: Bernhard Tauchnitz, Leipzig 1923, verfilmt 1928 als Ossi hat die Hosen an mit Ossi Oswalda
- The Immortal Girl. Tauchnitz-Edition, Leipzig 1925.[3][4] (Dt.: Das unsterbliche Mädchen. Rezension: Leon Kellner: Ein Verjüngungsroman. In: Neue Freie Presse, 11. Oktober 1925, S. 32 (online bei ANNO).)
- The Pearl Thief. Tauchnitz-Edition, Leipzig 1926.[5]
- The Unkissed Bride. Dodd, Mead & Co., New York 1929; auch: Bernhard Tauchnitz, Leipzig 1929
- A Star in Love. Hodder and Stoughton, London 1935
- Die jüngste Venus. Der Roman eines häßlichen Mädchens. Günther Schulz Verlag, Leipzig (Digitalisate als Abdruck in Das Kleine Blatt).
- He Learnt About Women. Mills & Boon, London 1940
- Tomboy in Lace. Dodd, Mead & Co., New York 1947
- We Have All Your Secrets. Hutchinson, London 1955
- Runaway Lovers. Hurst & Blackett, London 1963
- Shopping for a Husband. Hurst & Blackett, London 1967

### Autobiografische Bücher
- A Story-Teller Tells the Truth. Reminiscences and Notes. Hutchinson, London 1935
- A Smile for the Past. Hutchinson, London 1959
- A Trickle of Welsh Blood. An Autobiography. Hutchinson, London 1967
- An Asset to Wales. Hutchinson, London 1970, ISBN 0-09-101960-5
- Ancestral Voices. Hutchinson, London 1972, ISBN 0-09-110960-4

## Verfilmungen
- In Another Girl's Shoes. Großbritannien 1917, Regie: Alexander Butler
- His Official Fiancée. USA 1919, Regie: Robert G. Vignola
- Ossi hat die Hosen an. Deutschland 1928, Regie: Carl Boese, Titelrolle: Ossi Oswalda (nach dem Roman Sir or Madam)
- Hans officiella fästmö. Schweden 1944, Regie: Nils Jerring (nach dem Roman His Official Fiancée)